# 城堡主樓
城堡主樓（英語：Keep）為西方中世紀城堡中防禦臺樓，相當於東亞的牙城或日本的天守。城堡主樓是城堡中防衛最嚴密的地方，通常位於城堡中央的位置，用來作為居住區或監獄之用，用來保衛食物、水井、武器庫房。當敵人包圍城堡時，守軍可以退守於此。